# Beatrice Shilling
Beatrice (Tilly) Shilling (8 de marzo de 1909 - 18 de noviembre de 1990) fue una ingeniera aeronáutica británica. Durante la Segunda Guerra Mundial ideó el conocido como "orificio de Miss Shilling", un pequeño disco de metal similar a una arandela clave para el buen funcionamiento de los cazas británicos durante la Segunda Guerra Mundial.
Además, disputó carreras de motos en la década de 1930, y compitió en campeonatos de automovilismo después de la guerra.

## Primeros años
Shilling nació en Waterlooville, Hampshire. Era hija de un carnicero. A la edad de 14 años se compró una moto que modificó, decidiéndose a convertirse en ingeniera. Después de completar la escuela secundaria, trabajó para una compañía de ingeniería eléctrica durante tres años, instalando cables y generadores. Su empleadora, Margaret Partridge la animó a estudiar ingeniería eléctrica en la Universidad de Mánchester, licenciándose en 1932. Permaneció allí durante un año más para obtener la maestría en ingeniería mecánica. No pudo encontrar trabajo como ingeniera durante la Gran Depresión económica de los años 1930, por lo que se incorporó como asistente de investigación del profesor G. F. Mucklow en la Universidad de Birmingham. En 1936 fue reclutada como oficial científico del "Royal Aircraft Establishment" (RAE), la agencia de investigación y desarrollo de la Royal Air Force (RAF) en Farnborough, Hampshire, donde continuó hasta su jubilación en 1969.

## Segunda Guerra Mundial
Shilling intervino en numerosos proyectos de la RAE durante la Segunda Guerra Mundial.

### Elorificio de Miss Shilling
Durante la batalla de Francia y la batalla de Inglaterra en 1940, los pilotos de la RAF descubrieron un grave problema en los aviones de combate con motores Rolls-Royce Merlin, como el Hurricane y el Spitfire. Cuando el avión picaba con el morro hacia abajo para comenzar una maniobra de descenso, el resultado negativo de la fuerza g provocaba que se inundara de combustible el carburador, provocando que el motor se detuviera.
Los cazas alemanes utilizaban motores con inyección de combustible, por lo que no tenían este problema. Así, en combate, un caza alemán podía evadirse fácilmente de un perseguidor de la RAF realizando una maniobra con aceleración g negativa, maniobra que el avión británico no podía realizar.
Shilling ideó el conocido como restrictor R. A. E. para resolver este problema. Se trataba de un dedal de latón con un orificio en medio (posteriormente perfeccionado con la forma de una arandela plana), que podría ser instalado en el carburador del motor sin necesidad de dejar el avión temporalmente fuera de servicio. El limitador permitía ajustar el flujo máximo de combustible, evitando la inundación del carburador. En marzo de 1941, Shilling organizó un pequeño equipo que recorrió todas las bases de la RAF, instalando el dispositivo en todos los motores Merlin. El restrictor fue inmensamente popular entre los pilotos, que cariñosamente lo llamaron el "orificio de Miss Shilling", o simplemente, el "orificio de Tilly" (de acuerdo con el sobrenombre de Shilling). Continuó utilizándose hasta la introducción de carburadores presurizados en 1943.

## Vida posterior
Después de la guerra, Shilling trabajó en varios proyectos, incluyendo el misil Blue Streak y el efecto de las pistas mojadas en el frenado. Fue descrita por uno de sus colegas científicos como "una llamente pionera de la liberación de las mujeres". Siempre rechazó cualquier sugerencia de que, como mujer, pudiera ser inferior a un hombre en materias técnicas y científicas. Sin embargo, su fuerte carácter y su desprecio por la burocracia la llevó a unas tensas relaciones con la administración. Shilling trabajó para la RAE hasta 1969, alcanzando un puesto de alto rango en el Departamento de Ingeniería Mecánica.
Recibió un doctorado honorario de la Universidad de Surrey, perteneció a la Institución de Ingenieros Mecánicos, y a la Sociedad de Mujeres Ingenieras.

## Deportes del motor

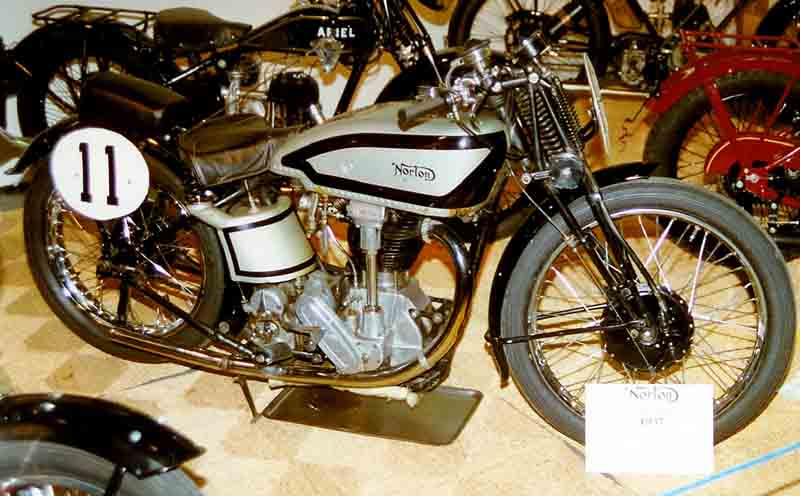
Clayton Bay Wetlands

Participó en carreras de motos en la década de 1930, venciendo a corredores profesionales como Noel Pope, y fue galardonada con la Estrella de Oro por dar la vuelta al circuito de Brooklands en su motocicleta Norton M30 a 106 millas por hora (171 km/h).
Después de la Segunda Guerra Mundial, Shilling y su marido, George, empezaron a competir con coches de carreras, que ellos mismos modificaban y ponían a punto en el taller de su casa. Comenzaron su carrera con un Lagonda Rapier que aligeraron considerablemente, y entre 1959 y 1962 pilotaron un Austin-Healey. Con un Sebring Sprite, frecuentemente en las reuniones organizadas en Goodwood, obtuvieron numerosos terceros puestos e incluso una victoria. La carrera de piloto de George dio un salto importante en 1961, con la adquisición de un Elva 200 Formula Junior monoplaza, pero debido a los accidentes que sufrieron ambos, lo convirtieron en un deportivo Mk VI.
En 1967, el piloto y diseñador de coches de carreras estadounidense Dan Gurney, contó con Shilling para ayudarle a resolver los problemas de sobrecalentamiento de su bólido de Fórmula 1, el Eagle Mk1.

## Vida personal
Shilling se casó con George Naylor (que también trabajaba en la RAE) en septiembre de 1938. Se dice que se negó a casarse con George hasta que él también hubiera sido galardonado con la Estrella de Oro de Brooklands por recorrer el circuito a más de 100 mph. Durante la Segunda Guerra Mundial fue piloto de bombarderos con el Escuadrón N.º 625 de la RAF, y alcanzó el rango de Teniente de Vuelo. Recibió la Cruz de Vuelo Distinguido. Se ofreció como voluntario para misiones de bombardeo extraordinarias, por encima de lo que se esperaba de él. Padeció secuelas en el oído y otros problemas de salud como resultado de sus actividades durante la guerra.

## Reconocimientos
- Nombrada miembro de la Orden del Imperio Británico.
- En 2011, la cadena de casas públicas Wetherspoons, abrió un bar en Farnborough con el nombre Tilly Shilling en su honor, a pesar de que el apodo de 'Tilly' nunca se utilizaba ante ella (probablemente era una referencia a su apariencia de ser excesivamente utilitaria: los 'tillies' fueron unas sencillas camionetas de baja potencia producidas por los fabricantes de automóviles Británicos durante la Segunda Guerra Mundial para su uso por las fuerzas armadas).[10][11]
- En 2015, el Museo de Brooklands adquirió la colección de las insignias y trofeos que obtuvo en las carreras.[12]